# 楠瀨由佳
楠瀨由佳（日语：／ Kusunose Yuka，1987年6月9日—），日本女子羽毛球運動員。高知縣出生，畢業於高知市立城東中学校和高知縣立高知西高校，現隸屬於北都銀行羽毛球部。

## 簡歷
2013年7月，楠瀨由佳在美國黃金大獎賽打進女單決賽，最後以0比2（12-21、13-21）負於泰国的沙西丽·德拉达那猜，屈居亞軍；之後，她又打進加拿大大獎賽女雙準決賽。
2014年3月，楠瀨由佳在波蘭羽毛球公開賽躋身女單決賽，最後以2比0擊敗星千智，得到冠軍。

## 主要比賽成績
只列出曾進入準決賽的國際賽事成績：
| 年份   | 賽事                 | 公開賽級別 | 項目     | 成績   |
| ------ | -------------------- | ---------- | -------- | ------ |
| 2011年 | 波蘭羽毛球國際賽     | 國際挑戰賽 | 女子單打 | 亞軍   |
| 2013年 | 法國羽毛球國際賽     | 國際挑戰賽 | 女子單打 | 準決賽 |
| 2013年 | 美國羽毛球黃金大獎賽 | 黃金大獎賽 | 女子單打 | 亞軍   |
| 2013年 | 加拿大羽毛球大獎賽   | 大獎賽     | 女子單打 | 準決賽 |
| 2013年 | 瑞士羽毛球國際賽     | 國際挑戰賽 | 女子單打 | 準決賽 |
| 2014年 | 波蘭羽毛球公開賽     | 國際挑戰賽 | 女子單打 | 冠軍   |
| 2014年 | 法國羽毛球國際賽     | 國際挑戰賽 | 女子單打 | 準決賽 |
| 2015年 | 越南羽毛球國際挑戰賽 | 國際挑戰賽 | 女子單打 | 準決賽 |

| 2007-2017年 | 首要超級賽 | 超級賽 | 黃金大獎賽 | 大獎賽 | 國際挑戰賽 | 國際系列賽 | 未來系列賽 | 其他 |

| 2018-2026年 | 總決賽 | 超級1000賽 | 超級750賽 | 超級500賽 | 超級300賽 | 超級100賽 | 國際挑戰賽 | 國際系列賽 | 未來系列賽 | 其他 |